# Monastère de Svojnovo
Le monastère de Svojnovo (en serbe cyrillique : Манастир Својново ; en serbe latin : Manastir Svojnovo) est un monastère orthodoxe serbe situé à Svojnovo, dans le district de Pomoravlje et dans la municipalité de Paraćin en Serbie. Il est inscrit sur la liste des monuments culturels protégés de la République de Serbie (identifiant no SK 260).

## Présentation

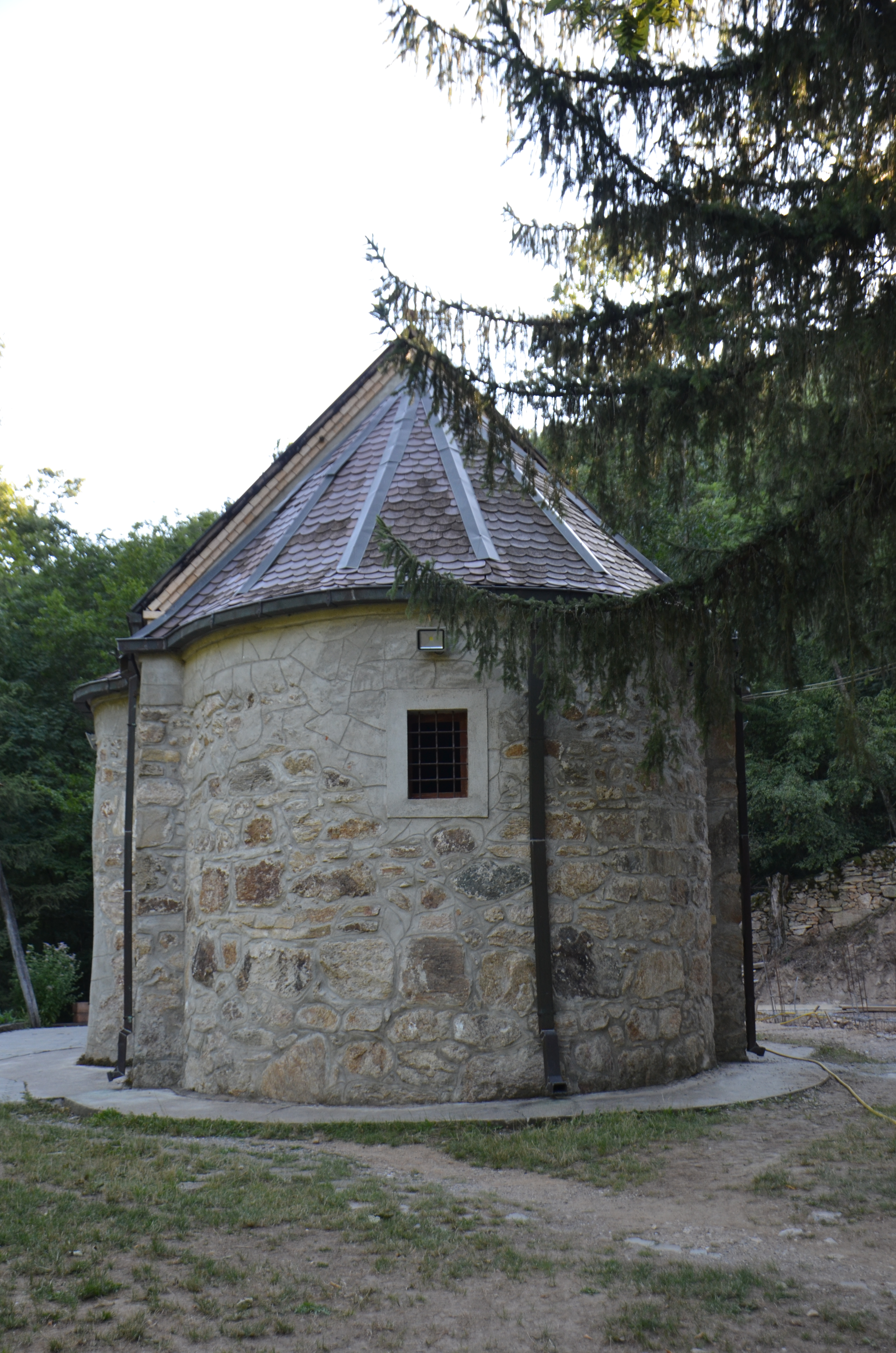
Le chevet de l'église.

Le monastère est situé sur les pentes du mont Juhor, à 10 km de Varvarin et de Stalać.
Selon la tradition, confirmée par les caractéristiques architecturales de l'église, il a été fondé dans la seconde moitié du XIVe siècle. Dédié à saint Nicolas, il est mentionné dans les « defters » (recensements fiscaux) ottomans du XVIe siècle comme situé près du village de Potočca dans la nahija de Levač. Il a été détruit à la fin du XVIIIe siècle au moment de la révolte de la krajina de Koča (1788) puis reconstruit en 1812 au moment du Premier soulèvement serbe contre les Turcs conduit par Karađorđe (Karageorges) ; avec les pierres de l'ancien monastère le knèze de la nahija Mileta Radojković a fait construire l'église actuelle et un konak (résidence monastique), appelé aujourd'hui « le vieux konak ».
L'église, dédiée à saint Nicolas, est construite sur la base d'un plan tréflé ; elle est dotée d'une voûte en berceau. La nef est prolongée à l'est par une grande abside demi-circulaire encadrée par deux chapelles. L'édifice est constitué de pierres de taille blanches. Les portes d'entrée à l'ouest et au sud sont en bois sculpté avec des motifs végétaux entrelacés. Le toit, plutôt pentu, se prolonge par des avant-toits. À l'intérieur, les murs ont été peints au XXe siècle.
Situé au nord-est de l'église, le konak de 1812 est préservé. À l'ouest de l'édifice a été construit un nouveau konak monumental avec une grande entrée et des fenêtres cintrées.